# Zhugqu
| Tibetische Bezeichnung                    |
| ----------------------------------------- |
| Tibetische Schrift: འབྲུག་ཆུ་རྫོང་             |
| Wylie-Transliteration: ’brug chu rdzong   |
| Offizielle Transkription der VRCh: Zhugqu |
| THDL-Transkription: Drukchu               |
| Andere Schreibweisen: Drugchu             |
| Chinesische Bezeichnung                   |
| Traditionell: 舟曲縣                      |
| Vereinfacht: 舟曲县                       |
| Pinyin:Zhōuqǔ Xiàn                        |

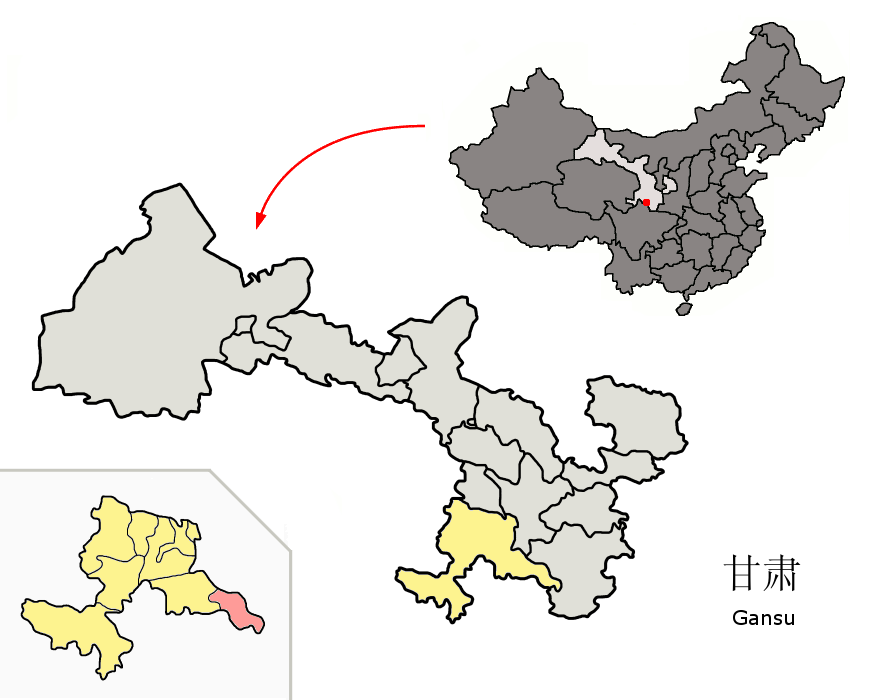
Lage des Kreises Zhugqu (rosa) in der bezirksfreien Stadt Gannan (gelb)

Der Kreis Zhugqu (auch Drugchu und Zhouqu) liegt im Südosten der chinesischen Provinz Gansu. Er gehört zum Verwaltungsgebiet des Autonomen Bezirks Gannan der Tibeter. Er hat eine Fläche von 3.005 km² und zählt 135.200 Einwohner (Stand: Ende 2018). Sein Hauptort ist die Großgemeinde Chengguan (城关镇).

## Administrative Gliederung
Auf Gemeindeebene setzt sich der Kreis aus 15 Großgemeinden und vier Gemeinden zusammen. Diese sind (Pinyin/chin.):
- Großgemeinde Chengguan 城关镇
- Großgemeinde Dachuan 大川镇
- Großgemeinde Bacang 巴藏镇
- Großgemeinde Dayu 大峪镇
- Großgemeinde Lijie 立节镇
- Großgemeinde Hanban 憨班镇
- Großgemeinde Fengtie 峰迭镇
- Großgemeinde Pingding 坪定镇
- Großgemeinde Jiangpan 江盘镇
- Großgemeinde Dongshan 东山镇
- Großgemeinde Guona 果耶镇
- Großgemeinde Wuping 武坪镇
- Großgemeinde Gongba 拱坝镇
- Großgemeinde Qugaona 曲告纳镇
- Großgemeinde Boyu 博峪镇

- Gemeinde Quwa 曲瓦乡
- Gemeinde Nanyu 南峪乡
- Gemeinde Baleng 八楞乡
- Gemeinde Chagang 插岗乡

## Ethnische Gliederung der Bevölkerung (2000)
Beim Zensus im Jahr 2000 hatte Zhugqu 127.889 Einwohner.
| Name des Volkes | Einwohner | Anteil  |
| --------------- | --------- | ------- |
| Han             | 84.402    | 66 %    |
| Tibeter         | 43.197    | 33,78 % |
| Hui             | 197       | 0,15 %  |
| Manju           | 30        | 0,02 %  |
| Mongolen        | 24        | 0,02 %  |
| Yi              | 10        | 0,01 %  |
| Zhuang          | 7         | 0,01 %  |
| Sonstige        | 22        | 0,02 %  |